# Cathédrale Saint-Jean-Baptiste de Raguse
Cette  cathédrale n’est pas la seule cathédrale Saint-Jean-Baptiste.
Pour les articles homonymes, voir Cathédrale de Raguse.
La cathédrale Saint Jean-Baptiste est une église de la ville de Raguse, siège du diocèse local.
La première église, avant le tremblement de terre de 1693, s'élevait dans l'ouest de la vieille ville de Raguse, sous les murs du château médiéval, où se trouve aujourd'hui l'église Sainte-Agnès, construite sur les ruines à la fin du XVIIIe siècle.
Gravement endommagé par le tremblement de terre, elle est reconstruite au centre de la ville nouvelle de Raguse dans le quartier du «patro». Le 15 avril 1694, fut posée la première pierre et l'église fut terminée après seulement quatre mois, de sorte que dès le 16 août, elle était ouverte au culte lors d'une cérémonie solennelle en présence de tous les notables. Le temps nécessaire à la construction indique qu'il s'agissait d'une petite église, insuffisante pour les besoins du nouveau quartier de la ville en expansion.
En 1718 un autre chantier est commencé pour une église plus grande. Deux maîtres d'œuvre d'Acireale, Giuseppe Recupero et Giovanni Arcidiacono, ont réalisé les plans, et certains détails architecturaux de l'élévation de l'église sont typiques des monuments baroques de leur région (qui a d'importantes similitudes avec la cathédrale d'Acireale).

## Description
La façade majestueuse, riche de sculptures est divisée en cinq parties par de grandes colonnes sur des socles élevés, et des pilastres caractéristiques qui sont également repris dans les côtés de l'édifice.
Elle est ornée de trois portails: celui du centre possède des colonnes et statues qui représentent l'Immaculée, le Baptiste et saint-Jean l'évangéliste. Devant s'ouvre un porche large, élevé au-dessus de la place et entouré par des balustrades de pierre construites en 1745. Dans la partie centrale se trouve l'entrée, flanquée de deux paires de colonnes richement sculptées, supportant un fronton brisé, flanqué de statues de Saint-Jean-Baptiste et Saint-Jean l'évangéliste.
En second ordre, se dressent deux grands cadrans solaires de 1751 (un en heures italiques du coucher du soleil au coucher du soleil, un en heures françaises de minuit à minuit).
Sur le côté gauche se dresse le clocher qui s'élève environ à cinquante mètres (la tour qui devait être construite sur le côté droit n'a eu que la base d'édifiée. L'intérieur dispose d'une croix latine avec un chœur dans l'abside, aujourd'hui couvert de chapiteaux richement sculptés, réalisés par le contremaître Carmel Cultraro en 1731 puis dorés.
Au-dessus des colonnes sont inscrits des passages des Saintes Écritures qui font référence à Jean-Baptiste, sculptés dans le calcaire par Crispin Coral en 1741, ensuite des anges en stuc ont été ajoutés. Entre 1776 et 1777, les frères Giuseppe et Gioacchino Gianforma ornent la nef de voûtes dorées en stuc rococo, le chœur et les murs du transept de niches entourées de statues. À gauche, les trois vertus théologales (Foi, Espérance et Charité) sont représentées dans le cadre de la crucifixion et à droite, se trouvent des statues du Père éternel, adoré par les anges qui entourent un tableau de l'Adoration des Bergers de l'école napolitaine du milieu du XVIIIe siècle. La décoration intérieure fut terminée le 30 mai 1778, l'église fut ensuite solennellement consacrée.
À la croisée du transept et de la nef, un dôme a été construit en 1783 et, au début du XXe siècle, il est recouvert d'un toit de plaques de cuivre, afin d'éliminer les infiltrations d'eau de pluie, qui minent la structure. Dans la première moitié du XIXe siècle, les autels en calcaire dans les allées sont démolis et transformés en petites chapelles, avec de sobres autels en marbre polychrome. En 1848 est réalisé le pavement de dalles de pierre avec des incrustations de calcaire blanc, tandis que, en 1858, est construit le grand orgue « Serassi », désormais placé au-dessus de l'entrée principale.
Le 6 mai 1950 avec la création du diocèse de Raguse, l'église est devenue une cathédrale.

## Source de la traduction
- (it) Cet article est partiellement ou en totalité issu de l’article de Wikipédia en italien intitulé « Cattedrale di San Giovanni Battista (Ragusa) » (voir la liste des auteurs).